# Ambrose Shea
Sir Ambrose Shea, född 15 maj 1815, död 30 juli 1905, från Newfoundland, var en kanadensisk politiker som kallas en av Canadian Confederations fäder.